# SC Enschede
El SC Enschede es un equipo de fútbol de los Países Bajos que juega en la Derde Klasse, la séptima división de fútbol en el país.

## Historia
Fue fundado el 1 de junio de 1910 en la ciudad de Enschede y participó en la máxima categoría en la época del fútbol aficionado en Países Bajos, en donde salió campeón nacional en una ocasión en la temporada de 1925/26 y también fue campeón de la zona este del país en 5 ocasiones y también ganó dos copas locales.
Al llegar el fútbol a nivel profesional en los Países Bajos, el SC Enschede fue uno de los equipos fundadores de la Eredivisie, terminando en tercer lugar en la temporada inaugural de la liga. En 1965 el club se vio forzado a fusionarse con sus rivales del Eschendese Boys debido a las deudas que tenían para crear al FC Twente, cediendo su plaza en la Eredivisie, pero no fue la desaparición del club debido a que actualmente son un club aficionado.

## Palmarés
- Campeonato de los Países Bajos: 1

1925/26
- Copa de Plata: 1

1943
- Copa Distrital de los Países Bajos: 1

1992

## Participación en competiciones de la UEFA
| Temporada | Torneo                     | Ronda    | Club              | Local | Visita |
| --------- | -------------------------- | -------- | ----------------- | ----- | ------ |
| 1963/64   | International Football Cup | Grupo B3 | Örgryte IS        | 3-3   | 0-2    |
| 1963/64   | International Football Cup | Grupo B3 | Wiener AC         | 0-1   | 0-1    |
| 1963/64   | International Football Cup | Grupo B3 | FK Pirmasens      | 2-1   | 0-8    |
| 1964/65   | International Football Cup | Grupo A3 | FC Kaiserslautern | 0-2   | 0-0    |
| 1964/65   | International Football Cup | Grupo A3 | R. Beerschot AC   | 1-1   | 2-2    |
| 1964/65   | International Football Cup | Grupo A3 | FC Grenchen       | 5-0   | 3-2    |

## Jugadores

### Jugadores destacados
- Abe Lenstra
- Helmut Rahn